# SK Dolní Kounice
SK Dolní Kounice is een Tsjechische voetbalclub uit Dolní Kounice. De club is in 1921 opgericht en speelt in de Okresní soutěž Brno-venkov – sk. A, het negende niveau van het Tsjechische voetbal. SK Dolní Kounice speelde een seizoen, 2002/03, in de toenmalige Druhá liga.

## Naamsveranderingen
- 1921 – SK Dolní Kounice (Sportovní klub Dolní Kounice)
- 1948 – JTO Sokol Dolní Kounice (Jednotná tělovýchovná organisace Sokol Dolní Kounice)
- 1952 – ZSJ STS Dolní Kounice (Základní sportovní jednota Strojní a traktorová stanice Dolní Kounice)
- 1953 – DSO Dynamo Dolní Kounice (Dobrovolná sportovní organisace Dynamo Dolní Kounice)
- 19?? – TJ Dynamo Dolní Kounice (Tělovýchovná jednota Dynamo Dolní Kounice)
- 1993 – SK Dolní Kounice (Sportovní klub Dolní Kounice)
- 1996 – FC Roubina Dolní Kounice (Football Club Roubina Dolní Kounice)
- 2000 – FC Group Dolní Kounice (Football Club Group Dolní Kounice)
- 2004 – SK Dolní Kounice (Sportovní klub Dolní Kounice)